# Fußball-Europameisterschaft 2021/Gruppe B
| Pl. | Land     | Sp. | S | U | N | Tore    | Diff. | Punkte |
| --- | -------- | --- | - | - | - | ------- | ----- | ------ |
| 1. | Belgien  | 3   | 3 | 0 | 0 | 007:100 | +6    | 09     |
| 2. | Dänemark | 3   | 1 | 0 | 2 | 005:400 | +1    | 03     |
| 3. | Finnland | 3   | 1 | 0 | 2 | 001:300 | −2    | 03     |
| 4. | Russland | 3   | 1 | 0 | 2 | 002:700 | −5    | 03     |
| Für die Platzierung ist die Tordifferenz aus den direkten Vergleichen ausschlaggebend (Dänemark +2, Finnland 0, Russland -2) |          |     |   |   |   |         |       |        |

Gruppe B der Fußball-Europameisterschaft 2021:

## Dänemark – Finnland 0:1 (0:0)
| Dänemark                                                 | Dänemark | Finnland | Finnland | Aufstellung                         |
| -------------------------------------------------------- | --- | --- | -------- | ----------------------------------- |
| Dänemark                                                 | \| 1. Spieltag \| \| 12. Juni 2021 um 18:00 Uhr (MESZ) in Kopenhagen (Parken) \| \| Zuschauer: 13.790 \| \| Schiedsrichter: Anthony Taylor ( England) 1 \| \| Spielbericht \| | \| 1. Spieltag \| \| 12. Juni 2021 um 18:00 Uhr (MESZ) in Kopenhagen (Parken) \| \| Zuschauer: 13.790 \| \| Schiedsrichter: Anthony Taylor ( England) 1 \| \| Spielbericht \|                                                                                                | Finnland | Aufstellung Dänemark gegen Finnland |
| Dänemark                                                 | Kasper Schmeichel – Daniel Wass (76. Jens Stryger Larsen), Simon Kjær (63. Jannik Vestergaard), Andreas Christensen, Joakim Mæhle – Christian Eriksen (43. Mathias Jensen), Pierre Emile Højbjerg, Thomas Delaney (76. Andreas Cornelius) – Yussuf Poulsen, Jonas Wind (63. Andreas Skov Olsen), Martin Braithwaite Cheftrainer: Kasper Hjulmand | Lukáš Hrádecký – Joona Toivio, Paulus Arajuuri, Daniel O’Shaughnessy – Jukka Raitala (90. Leo Väisänen), Robin Lod, Tim Sparv (76. Rasmus Schüller), Glen Kamara, Jere Uronen – Joel Pohjanpalo (84. Marcus Forss), Teemu Pukki (76. Joni Kauko) Cheftrainer: Markku Kanerva | Finnland | Aufstellung Dänemark gegen Finnland |
| Dänemark                                                 | 0:1 Pohjanpalo (60.) | | Finnland | Aufstellung Dänemark gegen Finnland |
| Dänemark                                                 | Lod (4.), Sparv (51.) | | Finnland | Aufstellung Dänemark gegen Finnland |
| Dänemark                                                 | Hrádecký hält Foulelfmeter von Højbjerg (74.) | | Finnland | Aufstellung Dänemark gegen Finnland |
| Dänemark                                                 | Star des Spiels: Christian Eriksen (Dänemark) | | Finnland | Aufstellung Dänemark gegen Finnland |
| 1. Spieltag                                              | | |          |                                     |
| 12. Juni 2021 um 18:00 Uhr (MESZ) in Kopenhagen (Parken) | | |          |                                     |
| Zuschauer: 13.790                                        | | |          |                                     |
| Schiedsrichter: Anthony Taylor ( England) 1              | | |          |                                     |
| Spielbericht                                             | | |          |                                     |

Im ersten Europameisterschaftsspiel Finnlands überhaupt kamen die zuhause spielenden Dänen durch Jonas Wind bereits nach sieben Minuten zu einer ersten guten Chance, Finnlands Torhüter Lukáš Hrádecký konnte aber retten. Wenig später musste der Schlussmann dann einen Kopfball von Pierre Emile Højbjerg über die Latte parieren.
Gegen Ende der ersten Halbzeit brach der Däne Christian Eriksen ohne Fremdeinwirkung zusammen. Er wurde sofort durch das Ärzteteam auf dem Feld medizinisch versorgt und nach Thoraxkompressionen sowie einer Defibrillation ins Krankenhaus transportiert. Nachdem durch die UEFA und den dänischen Fußballverband bekanntgegeben worden war, dass er wieder bei Bewusstsein und in einem stabilen Zustand sei, ermunterte Eriksen per Facetime die dänische Mannschaft dazu, weiterzuspielen. Beide Mannschaften entschieden sich dazu, weiterspielen zu wollen, das Spiel wurde nach knapp zweistündiger Unterbrechung fortgesetzt. Zunächst wurden die letzten fünf Minuten der ersten Hälfte gespielt, dann folgte eine kurze, fünfminütige Halbzeitpause, dann die zweite Hälfte. Die Spielfortsetzung sorgte in den folgenden Tagen für Kritik an der UEFA, da als einzige Alternative zu einer unmittelbaren Fortsetzung die Fortsetzung um 12 Uhr am Folgetag angeboten wurde. Dänemarks Trainer Kasper Hjulmand äußerte, er habe das Gefühl gehabt, „dass wir und die Spieler unter Druck gesetzt wurden.“
Vom linken Flügel aus flankte Jere Uronen in der 60. Minute in den dänischen Strafraum, wo bereits Joel Pohjanpalo wartete und mit dem Kopf das 0:1 erzielte. Torwart Kasper Schmeichel war im Fallen noch am Ball, konnte diesen aber nicht festhalten. Sein Gegenüber Hrádecký konnte sich eine gute Viertelstunde später auszeichnen, als er einen Strafstoß von Højbjerg nach einem Foul an Yussuf Poulsen hielt. Bis zum Spielende gelangte Dänemark noch häufiger in den finnischen Strafraum, scheiterte aber immer wieder am nun sehr tief stehenden Gegner.

## Belgien – Russland 3:0 (2:0)
| Belgien                                                                                    | Belgien | Russland | Russland | Aufstellung                        |
| ------------------------------------------------------------------------------------------ | --- | --- | -------- | ---------------------------------- |
| Belgien                                                                                    | \| 1. Spieltag \| \| 12. Juni 2021 um 22:00 Uhr (21:00 Uhr MESZ) in Sankt Petersburg (Sankt-Petersburg-Stadion) \| \| Zuschauer: 26.264 \| \| Schiedsrichter: Antonio Mateu Lahoz ( Spanien) 2 \| \| Spielbericht \| | \| 1. Spieltag \| \| 12. Juni 2021 um 22:00 Uhr (21:00 Uhr MESZ) in Sankt Petersburg (Sankt-Petersburg-Stadion) \| \| Zuschauer: 26.264 \| \| Schiedsrichter: Antonio Mateu Lahoz ( Spanien) 2 \| \| Spielbericht \| | Russland | Aufstellung Belgien gegen Russland |
| Belgien                                                                                    | Thibaut Courtois – Toby Alderweireld, Dedryck Boyata, Jan Vertonghen (77. Thomas Vermaelen) – Timothy Castagne (27. Thomas Meunier), Leander Dendoncker, Youri Tielemans, Thorgan Hazard – Dries Mertens (72. Eden Hazard), Yannick Carrasco (77. Dennis Praet) – Romelu Lukaku Cheftrainer: Roberto Martínez ( Spanien) | Anton Schunin – Mário Fernandes, Andrei Semjonow, Georgi Dschikija, Juri Schirkow (43. Wjatscheslaw Karawajew) – Magomed Osdojew, Dmitri Barinow (46. Igor Diwejew) – Roman Sobnin (63. Maxim Muchin), Alexander Golowin, Daler Kusjajew (30. Denis Tscheryschew, 63. Alexei Mirantschuk) – Artjom Dsjuba Cheftrainer: Stanislaw Tschertschessow | Russland | Aufstellung Belgien gegen Russland |
| Belgien                                                                                    | 1:0 Lukaku (10.) 2:0 Meunier (34.) 3:0 Lukaku (88.) | | Russland | Aufstellung Belgien gegen Russland |
| Belgien                                                                                    | Star des Spiels: Romelu Lukaku (Belgien) | | Russland | Aufstellung Belgien gegen Russland |
| 1. Spieltag                                                                                | | |          |                                    |
| 12. Juni 2021 um 22:00 Uhr (21:00 Uhr MESZ) in Sankt Petersburg (Sankt-Petersburg-Stadion) | | |          |                                    |
| Zuschauer: 26.264                                                                          | | |          |                                    |
| Schiedsrichter: Antonio Mateu Lahoz ( Spanien) 2                                           | | |          |                                    |
| Spielbericht                                                                               | | |          |                                    |

Der Weltranglisten-Erste Belgien ging ohne Kevin de Bruyne, der noch an den Folgen einer Gesichtsverletzung litt, sowie Spielführer Eden Hazard in die Partie. Gleich die erste Gelegenheit für einen Treffer nutzten die roten Teufel dann bereits nach zehn Spielminuten. Ein Zuspiel von Dries Mertens gelangte durch einen russischen Abwehrfehler zu Romelu Lukaku, der aus wenigen Metern Entfernung und aus der Drehung heraus die Führung erzielte. Der Angreifer hatte sich im Abseits befunden, welches jedoch durch den vorherigen Ballkontakt des Russen Andrei Semjonow aufgehoben wurde. Nach einer kurzen Druckphase Russlands musste die Partie für einige Minuten unterbrochen werden, nachdem sich Timothy Castagne und Daler Kusjajew bei einem Kopfballduell verletzt hatten. Letztendlich mussten beide Spieler ausgewechselt werden, für das Spiel der Belgier bedeutete die frühe Hereinnahme des rechten Flügelspielers Thomas Meunier dann einen Ausbau der Führung. Eine Flanke Thorgan Hazards ließ der russische Keeper Anton Schunin nur abprallen, was Meunier ausnutzte, um das 2:0 zu erzielen. Noch vor der Pause erfuhr die russische Abwehrreihe eine weitere Schwächung, als der bereits 37-jährige Juri Schirkow ebenfalls verletzt das Feld verlassen musste. Während die Russen mehrmals ihr Spielsystem wechselten und sich trotz allem im Aufbau zu viele Fehler leisteten, nahmen die Ballbesitzphasen Belgiens nun ab, die hohe Passsicherheit wurde aber aufrechterhalten. Letztendlich gelang Belgien der dritte Treffer, als Meunier gegen Ende der Partie noch einmal Lukaku einsetzen konnte, der dann das 3:0 schoss.

## Finnland – Russland 0:1 (0:1)
| Finnland                                                                                   | Finnland | Russland | Russland | Aufstellung                         |
| ------------------------------------------------------------------------------------------ | --- | --- | -------- | ----------------------------------- |
| Finnland                                                                                   | \| 2. Spieltag \| \| 16. Juni 2021 um 16:00 Uhr (15:00 Uhr MESZ) in Sankt Petersburg (Sankt-Petersburg-Stadion) \| \| Zuschauer: 24.540 \| \| Schiedsrichter: Danny Makkelie ( Niederlande) 3 \| \| Spielbericht \|                                                                   | \| 2. Spieltag \| \| 16. Juni 2021 um 16:00 Uhr (15:00 Uhr MESZ) in Sankt Petersburg (Sankt-Petersburg-Stadion) \| \| Zuschauer: 24.540 \| \| Schiedsrichter: Danny Makkelie ( Niederlande) 3 \| \| Spielbericht \| | Russland | Aufstellung Finnland gegen Russland |
| Finnland                                                                                   | Lukáš Hrádecký – Joona Toivio (85. Fredrik Jensen), Paulus Arajuuri , Daniel O’Shaughnessy – Jukka Raitala (75. Pyry Soiri), Rasmus Schüller (67. Joni Kauko), Glen Kamara, Robin Lod, Jere Uronen – Joel Pohjanpalo, Teemu Pukki (75. Lassi Lappalainen) Cheftrainer: Markku Kanerva | Matwei Safonow – Dmitri Barinow, Igor Diwejew, Georgi Dschikija – Mário Fernandes (26. Wjatscheslaw Karawajew), Magomed Osdojew (61. Rifat Schemaletdinow), Roman Sobnin, Alexander Golowin, Daler Kusjajew – Alexei Mirantschuk (85. Maxim Muchin) – Artjom Dsjuba (85. Alexander Sobolew) Cheftrainer: Stanislaw Tschertschessow | Russland | Aufstellung Finnland gegen Russland |
| Finnland                                                                                   | 0:1 Mirantschuk (45.+2) | | Russland | Aufstellung Finnland gegen Russland |
| Finnland                                                                                   | Kamara (22.), O’Shaughnessy (90.) | Barinow (27.), Osdojew (34.), Dschikija (88.) | Russland | Aufstellung Finnland gegen Russland |
| Finnland                                                                                   | Star des Spiels: Alexei Mirantschuk (Russland) | | Russland | Aufstellung Finnland gegen Russland |
| 2. Spieltag                                                                                | | |          |                                     |
| 16. Juni 2021 um 16:00 Uhr (15:00 Uhr MESZ) in Sankt Petersburg (Sankt-Petersburg-Stadion) | | |          |                                     |
| Zuschauer: 24.540                                                                          | | |          |                                     |
| Schiedsrichter: Danny Makkelie ( Niederlande) 3                                            | | |          |                                     |
| Spielbericht                                                                               | | |          |                                     |

Finnland ging früh in Führung, bereits nach drei Minuten landete ein Kopfball Joel Pohjanpalos nach Zuspiel von Jukka Raitala im russischen Tor – allerdings stand der Stürmer im Abseits, weshalb der Treffer nicht gegeben wurde. Eine Rückenverletzung des Russen Mário Fernandes, aufgrund derer der Spieler das Feld nicht selbstständig verlassen konnte, zwang Trainer Stanislaw Tschertschessow schon früh zum ersten Wechsel, trotz allem stand die Defensive der Sbornaja aber weiterhin stabil. Kurz vor dem Halbzeitpfiff schnitt Alexei Mirantschuk den Ball aus zehn Metern Entfernung an und traf in den Torwinkel zum 0:1. In der zweiten Halbzeit hatte Russland im Zehnminutentakt weitere Chancen auf einen Ausbau der Führung, scheiterte jedoch in Person von Alexander Golowin, Rifat Schemaletdinow und dem von seiner Kopfverletzung genesenen Daler Kusjajew. Durch den späteren Sieg Belgiens gegen das daraufhin weiter punktlose Dänemark konnte neben den Russen aber auch Finnland trotz der Niederlage noch Chancen auf einen Achtelfinaleinzug wahren.

## Dänemark – Belgien 1:2 (1:0)
| Dänemark                                                 | Dänemark | Belgien | Belgien | Aufstellung                        |
| -------------------------------------------------------- | --- | --- | ------- | ---------------------------------- |
| Dänemark                                                 | \| 2. Spieltag \| \| 17. Juni 2021 um 18:00 Uhr (MESZ) in Kopenhagen (Parken) \| \| Zuschauer: 23.395 \| \| Schiedsrichter: Björn Kuipers ( Niederlande) 4 \| \| Spielbericht \| | \| 2. Spieltag \| \| 17. Juni 2021 um 18:00 Uhr (MESZ) in Kopenhagen (Parken) \| \| Zuschauer: 23.395 \| \| Schiedsrichter: Björn Kuipers ( Niederlande) 4 \| \| Spielbericht \| | Belgien | Aufstellung Dänemark gegen Belgien |
| Dänemark                                                 | Kasper Schmeichel – Andreas Christensen, Simon Kjær , Jannik Vestergaard (84. Andreas Skov Olsen) – Daniel Wass (61. Jens Stryger Larsen), Pierre Emile Højbjerg, Thomas Delaney (72. Mathias Jensen), Joakim Mæhle – Martin Braithwaite, Yussuf Poulsen (61. Christian Nørgaard), Mikkel Damsgaard (72. Andreas Cornelius) Cheftrainer: Kasper Hjulmand | Thibaut Courtois – Toby Alderweireld, Jason Denayer, Jan Vertonghen – Thomas Meunier, Leander Dendoncker (59. Axel Witsel), Youri Tielemans, Thorgan Hazard (90.+4 Thomas Vermaelen) – Dries Mertens (46. Kevin De Bruyne), Yannick Carrasco (59. Eden Hazard) – Romelu Lukaku Cheftrainer: Roberto Martínez ( Spanien) | Belgien | Aufstellung Dänemark gegen Belgien |
| Dänemark                                                 | 1:0 Poulsen (2.) | 1:1 T. Hazard (55.) 1:2 De Bruyne (70.) | Belgien | Aufstellung Dänemark gegen Belgien |
| Dänemark                                                 | Wass (59.), Damsgaard (69.), Jensen (81.) | T. Hazard (90.+4) | Belgien | Aufstellung Dänemark gegen Belgien |
| Dänemark                                                 | 100. Länderspiel von Dries Mertens | | Belgien | Aufstellung Dänemark gegen Belgien |
| Dänemark                                                 | Star des Spiels: Romelu Lukaku (Belgien) | | Belgien | Aufstellung Dänemark gegen Belgien |
| 2. Spieltag                                              | | |         |                                    |
| 17. Juni 2021 um 18:00 Uhr (MESZ) in Kopenhagen (Parken) | | |         |                                    |
| Zuschauer: 23.395                                        | | |         |                                    |
| Schiedsrichter: Björn Kuipers ( Niederlande) 4           | | |         |                                    |
| Spielbericht                                             | | |         |                                    |

Die Dänen überraschten den Gruppenersten bereits nach zwei Spielminuten mit der Führung. Jason Denayer brachte Gegenspieler Pierre Emile Højbjerg in Ballbesitz, der Yussuf Poulsen bediente, welcher aus 14 Metern vor dem Tor erfolgreich abschließen konnte. Nach zehn Minuten folgte ein allgemeiner Gedenkmoment für den Dänen Christian Eriksen. Dänemark gewann in der ersten Halbzeit 62 % seiner Zweikämpfe und stand defensiv stabil, was dazu führte, dass vor allem Stürmer Romelu Lukaku keine Akzente setzen konnte. Kevin de Bruyne lief nach dem Seitenwechsel erstmals bei dieser EM auf und war sogleich am Ausgleich beteiligt, der in der 55. Minute fiel. Lukaku spielte de Bruyne nach einem Sturmlauf über die rechte Seite an, dieser legte auf den ungedeckten Thorgan Hazard ab, der im Fünfmeterraum vollendete. Anschließend kehrte auch Axel Witsel auf das Feld zurück – der für Borussia Dortmund tätige Mittelfeldspieler war über fünf Monate aufgrund eines Achillessehnenrisses ausgefallen. De Bruyne wurde nach 70 Minuten in umgekehrter Weise von Hazard bedient, woraufhin ihm aus 13 Metern das Führungstor gelang. Als Reaktion darauf versuchte es Martin Braithwaite dreimal, auszugleichen, scheiterte aber an Thibaut Courtois, Toby Alderweireld sowie der Latte des belgischen Tors. Kurz vor Spielende vergab dann noch Mittelfeldakteur Mathias Jensen eine weitere Großchance, weshalb sich die Belgier nach Italien ebenfalls vorzeitig für das Achtelfinale qualifizierten.

## Finnland – Belgien 0:2 (0:0)
| Finnland                                                                                   | Finnland | Belgien | Belgien | Aufstellung                        |
| ------------------------------------------------------------------------------------------ | --- | --- | ------- | ---------------------------------- |
| Finnland                                                                                   | \| 3. Spieltag \| \| 21. Juni 2021 um 22:00 Uhr (21:00 Uhr MESZ) in Sankt Petersburg (Sankt-Petersburg-Stadion) \| \| Zuschauer: 18.545 \| \| Schiedsrichter: Felix Brych ( Deutschland) 5 \| \| Spielbericht \|                                                                                      | \| 3. Spieltag \| \| 21. Juni 2021 um 22:00 Uhr (21:00 Uhr MESZ) in Sankt Petersburg (Sankt-Petersburg-Stadion) \| \| Zuschauer: 18.545 \| \| Schiedsrichter: Felix Brych ( Deutschland) 5 \| \| Spielbericht \|                                                                                              | Belgien | Aufstellung Finnland gegen Belgien |
| Finnland                                                                                   | Lukáš Hrádecký – Joona Toivio, Paulus Arajuuri, Daniel O’Shaughnessy – Jukka Raitala, Robin Lod (90.+1 Marcus Forss), Tim Sparv (59. Rasmus Schüller), Glen Kamara, Jere Uronen (70. Nikolai Alho) – Joel Pohjanpalo (70. Joni Kauko), Teemu Pukki (90.+1 Fredrik Jensen) Cheftrainer: Markku Kanerva | Thibaut Courtois – Dedryck Boyata, Jason Denayer, Thomas Vermaelen – Leandro Trossard (75. Thomas Meunier), Kevin De Bruyne (90.+1 Hans Vanaken), Axel Witsel, Nacer Chadli – Jérémy Doku (76. Michy Batshuayi), Eden Hazard – Romelu Lukaku (84. Christian Benteke) Cheftrainer: Roberto Martínez ( Spanien) | Belgien | Aufstellung Finnland gegen Belgien |
| Finnland                                                                                   | 0:1 Hradecky (74., Eigentor) 0:2 Lukaku (81.) | | Belgien | Aufstellung Finnland gegen Belgien |
| Finnland                                                                                   | Star des Spiels: Kevin De Bruyne (Belgien) | | Belgien | Aufstellung Finnland gegen Belgien |
| 3. Spieltag                                                                                | | |         |                                    |
| 21. Juni 2021 um 22:00 Uhr (21:00 Uhr MESZ) in Sankt Petersburg (Sankt-Petersburg-Stadion) | | |         |                                    |
| Zuschauer: 18.545                                                                          | | |         |                                    |
| Schiedsrichter: Felix Brych ( Deutschland) 5                                               | | |         |                                    |
| Spielbericht                                                                               | | |         |                                    |

## Russland – Dänemark 1:4 (0:1)
| Russland                                                 | Russland | Dänemark | Dänemark | Aufstellung                         |
| -------------------------------------------------------- | --- | --- | -------- | ----------------------------------- |
| Russland                                                 | \| 3. Spieltag \| \| 21. Juni 2021 um 21:00 Uhr (MESZ) in Kopenhagen (Parken) \| \| Zuschauer: 23.644 \| \| Schiedsrichter: Clément Turpin ( Frankreich) 6 \| \| Spielbericht \| | \| 3. Spieltag \| \| 21. Juni 2021 um 21:00 Uhr (MESZ) in Kopenhagen (Parken) \| \| Zuschauer: 23.644 \| \| Schiedsrichter: Clément Turpin ( Frankreich) 6 \| \| Spielbericht \| | Dänemark | Aufstellung Russland gegen Dänemark |
| Russland                                                 | Matwei Safonow – Georgi Dschikija, Igor Diwejew, Fjodor Kudrjaschow (67. Wjatscheslaw Karawajew) – Mário Fernandes, Magomed Osdojew (61. Rifat Schemaletdinow), Roman Sobnin, Daler Kusjajew (67. Maxim Muchin) – Alexei Mirantschuk (61. Alexander Sobolew), Artjom Dsjuba , Alexander Golowin Cheftrainer: Stanislaw Tschertschessow | Kasper Schmeichel – Andreas Christensen, Simon Kjær , Jannik Vestergaard – Daniel Wass (60. Jens Stryger Larsen), Pierre Emile Højbjerg, Thomas Delaney (86. Mathias Jensen), Joakim Mæhle – Martin Braithwaite (85. Andreas Cornelius), Yussuf Poulsen (60. Kasper Dolberg), Mikkel Damsgaard (72. Christian Nørgaard) Cheftrainer: Kasper Hjulmand | Dänemark | Aufstellung Russland gegen Dänemark |
| Russland                                                 | 1:2 Dsjuba (70., Foulelfmeter) | 0:1 Damsgaard (38.) 0:2 Poulsen (59.) 1:3 Christensen (79.) 1:4 Mæhle (82.) | Dänemark | Aufstellung Russland gegen Dänemark |
| Russland                                                 | Kudrjaschow (28.), Diwejew (75.) | Delaney (57.) | Dänemark | Aufstellung Russland gegen Dänemark |
| Russland                                                 | Star des Spiels: Andreas Christensen (Dänemark) | | Dänemark | Aufstellung Russland gegen Dänemark |
| 3. Spieltag                                              | | |          |                                     |
| 21. Juni 2021 um 21:00 Uhr (MESZ) in Kopenhagen (Parken) | | |          |                                     |
| Zuschauer: 23.644                                        | | |          |                                     |
| Schiedsrichter: Clément Turpin ( Frankreich) 6           | | |          |                                     |
| Spielbericht                                             | | |          |                                     |

Während die Dänen von Beginn an offensiv agierten, zeigte sich der Gegner zunächst defensiv stabil und auf Konterchancen abwartend. Alexander Golowin nutzte nach 18 Minuten eine solche und zwang Kasper Schmeichel zu seiner ersten Parade. Dänemark hatte gut 70 % Ballbesitz in der ersten Halbzeit und konnte sich nur mithilfe von Distanzschüssen, wie durch Pierre Emile Højbjerg in der 28. Minute, dem Tor nähern. Doch noch vor der Pause rächte sich die zu passive Spielweise der Sbornaja, als sich Stürmer Mikkel Damsgaard im Strafraum durchsetzen konnte und einen Schuss in die rechte obere Ecke zum 1:0 verwertete. Das Parallelspiel war bislang torlos geblieben, weshalb Dänemark in der „Blitztabelle“ auf Rang 3 rangierte. Die zweite Halbzeit war bereits eine Viertelstunde alt, als sich Roman Sobnin einen Fehlpass in Richtung seines Torwarts Matwei Safonow leistete, den Yussuf Poulsen abfing und mühelos zum 2:0 einschob. Nach einem Foul Jannik Vestergaards an Alexander Sobolew im Strafraum entschied der Schiedsrichter ohne weitere Überprüfung auf Strafstoß, welchen Spielführer Artjom Dsjuba zum Anschlusstreffer nutzte. Doch die weiterhin passiven und nun auch defensiv anfälligeren Russen kassierten in der Schlussphase noch zwei weitere Tore, davon eins durch einen Konter, was für Dänemark nach dem Sieg Belgiens gegen Finnland letztendlich Platz 2 bedeutete.